# Relève entrepreneuriale
La relève entrepreneuriale décrit le processus par lequel un entrepreneur reprend ou rachète une entreprise existante dont le ou les dirigeants arrivent à l'âge de la retraite et souhaitent se retirer.
Le besoin de relève s'accentue du fait de la sortie de la vie active de la classe des boomers (issus du baby-boom qui a eu lieu entre 1945 et 1965 dans la plupart des pays industrialisés). Ainsi ceux qui sont nés entre 1950 et 1965 devraient quitter la vie active aux alentours des années 2010 à 2025. 
Au Québec, 80 % des entreprises sont des PME et 40 % des employeurs auront plus de 60 ans en 2016. Cela pose donc un problème de pérennité des entreprises dans les années à venir. À cet effet, on estime que d’ici 10 ans, 70% des entreprises québécoises vont changer de mains et donc, ferons face à la problématique de la relève d’entreprise. En d’autres mots, environ 100 000 PME devront débuter une démarche de relève entrepreneuriale dans les années à venir. Parmi ceux-ci, on estime que seulement un tiers, soit, 35% planifieront leur relève, et ce, généralement de façon informelle.
Pour ce qui est des implications possibles, la planification de la relève d’entreprise peut se heurter à plusieurs obstacles, selon les propriétaires. À cet effet, on note que 78% des propriétaires faisant face à cette problématique mentionnent avoir de la difficulté à trouver un nouveau propriétaire. De plus, 75% relèvent la complexité administrative et juridique tandis que 74% mentionnent avoir de la difficulté à trouver les outils financiers adaptés au transfert de l’entreprise.
Politiquement, on tente de susciter des vocations d'entrepreneurs et on multiplie les mesures d'aide permettant d'accéder à ce statut. Cela a pour but de générer un maximum d'entrepreneurs potentiels susceptibles de reprendre les entreprises en activité.